# شهرستان تاندینسکی
شهرستان تاندینسکی (به لاتین: Tandinsky District) یک شهرستان در روسیه است که در تووا واقع شده‌است.